# Kanelticka
Kanelticka (Coltricia cinnamomea) är en svampart som först beskrevs av Nikolaus Joseph von Jacquin, och fick sitt nu gällande namn av William Alphonso Murrill 1904. Kanelticka ingår i släktet Coltricia och familjen Hymenochaetaceae.  Arten är reproducerande i Sverige. Inga underarter finns listade i Catalogue of Life.